# Jinhu
Jinhu är ett härad som lyder under Huai'ans stad på prefekturnivå i Jiangsu-provinsen i östra Kina. Det ligger omkring 110 kilometer norr om provinshuvudstaden Nanjing. 